# جورجا فاکس
 جورجا فاکس (انگلیسی: Jorja Fox؛ زادهٔ ۷ ژوئیهٔ ۱۹۶۸) یک بازیگر سینما، و هنرپیشه اهل ایالات متحده آمریکا است. وی از سال ۱۹۸۹ میلادی تاکنون مشغول فعالیت بوده‌است.
از فیلم‌ها یا برنامه‌های تلویزیونی که وی در آن نقش داشته است می‌توان به سی‌اس‌آی، ممنتو و شب جهنمی مبارک اشاره کرد.